# Gueroaben
Der Gueroaben ist ein osttimoresischer Berg im Verwaltungsamt Bobonaro (Gemeinde Bobonaro). Er hat eine Höhe von 2118 m und liegt im Nordosten des Sucos Colimau, in der Aldeia Lo’o Dasi. Er gehört zu einem Ausläufer der Ramelau-Berge, der durch die Mitte der Aldeia Lo’o Dasi verläuft.
Nordöstlich benachbart liegt der Foho Bacusaga (2212 m), südwestlich der Taralu (1974 m).